# اوکلند (میسیسیپی)
اوکلند (به انگلیسی: Oakland) شهرکی در ایالت میسیسیپی کشور ایالات متحده آمریکا است که جمعیت آن در سرشماری سال ۲۰۱۰ میلادی، ۵۲۷
نفر بوده‌است.